# 詹敦仁
詹敦仁（914年—979年），字君澤，號博雅，泉州南安县小溪场（今安溪县）人，祖籍光州固始縣（今河南），清溪縣（今安溪县）首任縣令。

## 生平
祖父詹纘為閩太祖王審知的前鋒兵馬使，父親詹世隆，為閩國錄事參軍，以書香傳子，敦仁幼讀四書五經，早歲能文，勸閩王入貢，閩王王繼鵬欲封其為高官，敦仁婉拒，詩曰《辭命篇》：「爭霸圖王事總非，中原失統可傷悲。去來賓主如郵轉，勝負干戈似局棋。周粟縱榮寧忍食，葛廬頻顧漫勞思。江山有待歸須蚤，好向鷦林擇一枝。」表達隱居之意。
閩國為南唐所滅，閩南由清源軍節度使留從效統轄。詹敦仁與留從效友好。留从效邀他当属官，他力辞不获，于是求为南安县小溪场监。詹敦仁上任后，向留从效進言「南安縣小溪場土地肥沃，舟船繁通，應設有一縣。」留從效同意，于955年将小溪场升格為縣，因為「小溪清澈」，稱為「清溪縣」，並命敦仁為縣令。詹敦仁吏聲甚佳，建設頗多，施政慈惠，「邑人歌之」，由於性好湖海，不久就辭官歸隱，推薦閩國宗室王直道繼任。
陳洪進繼任節度使後，中原歸於宋朝，詹敦仁之子詹琲勸洪進歸順，避免戰禍。陳洪進歸宋，拜為同平章事，邀詹琲入朝為官，詹琲婉拒，歸隱。